# Настоящие саламандры
Настоящие саламандры, или салама́ндровые (лат. Salamandridae) — семейство хвостатых земноводных (Urodela). Насчитывают около 114 современных видов, объединяемых в 23 рода и 3 подсемейства. Распространены в Европе, на северо-западе Африки, в Малой Азии, Китае, Индии и Индокитае; в Новом Свете — от юга Канады до севера Мексики.

## Саламандра в мифологии
Саламандра во многих мифах упоминается как существо, живущее в огне или состоящее из огня. В Средневековье образ огненной саламандры был очень популярен, упоминания о ней встречаются в текстах Аристотеля и Цицерона. Алхимики считали саламандру субстанцией огня, его душой, и даже воплощением философского камня.

## Классификация
Семейство включает в себя три подсемейства:
- Pleurodelinae (109 видов)
- Salamandrinae (15 видов)
- Salamandrininae (2 вида)

По данным сайта Amphibia Web на февраль 2021 года семейство делится на 21 род и 126 видов.